# 이치카와 마사히코
이치카와 마사히코(일본어: 市川 雅彦, 1985년 9월 17일 ~ )는 일본의 전 축구 선수이다.

## 구단 경력
과거 오미야 아르디자, 도쿄 베르디에서 활동하였다.